# Крамсно
Крамсно, 7220/4-1 (норв. Kramsnø) — газовое месторождение в акватории Баренцево моря. Открыто в феврале 2014 года. Месторождение Крамсно входит в состав лицензионного участка PL532, считается спутником нефтяного месторождения Йохан Кастберг.
Нефтегазоносность установлена в юрских и триасовых отложениях.
Оператором участка PL532 является норвежская нефтяная компания Statoil (50 %). Другими операторами участка является Eni (30 %) и Petoro (20 %).